# Tell Me I’m Alive
Tell Me I’m Alive (с англ. — «Скажи мне, что я жив»)— девятый студийный альбом американской рок-группы All Time Low, выпущенный 17 марта 2023 года под лейблом Fueled by Ramen.

## Звукозапись и моменты «За кадром»
Релиз альбома Wake Up, Sunshine в апреле 2020 года совпал с началом пандемии COVID-19, из-за которой группа не могла вести гастроли, но продолжала писать музыку. Алекс Гаскарт и Джек Баракат заявили, что многие темы альбома, такие как одиночество, были взяты из эмоций и переживаний, испытанных и увиденных самими музыкантами во время карантина.

## Направленность
Критики Tell Me I’m Alive охарактеризовали альбом как сочетание поп-рока и поп-панка. В песнях слышны такие инструменты, как синтезатор и фортепиано. Для примера можно взять сингл «Modern of Love».

В интервью таблоиду Daily Express, Гаскарт описал звучание альбома как «симбиоз» Last Young Renegade и Wake Up, Sunshine. В отдельном интервью журналу Recovery Magazine он заявил, что на стилистику многих песен из альбома повлияли такие культовые исполнители, как Queen и Элтон Джон.
| Оценки критиков | Оценки критиков |
| Источник        | Оценка          |
| --------------- | --------------- |
| Kerrang!        | 3/5             |
| Wall of Sound   | 4/10            |

## Список композиций
| №                   | Название                                 | Длительность |
| ------------------- | ---------------------------------------- | ------------ |
| 1.                  | «Tell Me I'm Alive»                      | 2:36         |
| 2.                  | «Modern Love»                            | 3:15         |
| 3.                  | «Are You There?»                         | 3:13         |
| 4.                  | «Sleepwalking»                           | 3:07         |
| 5.                  | «Calm Down»                              | 3:14         |
| 6.                  | «English Blood // American Heartache»    | 3:16         |
| 7.                  | «The Sound of Letting Go»                | 2:39         |
| 8.                  | «New Religion (feat. Teddy Swims)»       | 3:04         |
| 9.                  | «The Way You Miss Me»                    | 3:40         |
| 10.                 | «I'd Be Fine (If I Never Saw You Again)» | 2:59         |
| 11.                 | «Kill Ur Vibe»                           | 3:30         |
| 12.                 | «The Other Side»                         | 2:48         |
| 13.                 | «Lost Along The Way»                     | 3:41         |
| Общая длительность: | Общая длительность:                      | 41:02        |